# گابریلا توت (بازیکن فوتبال)
گابریلا توت (مجاری: Tóth Gabriella؛ زادهٔ ۱۶ دسامبر ۱۹۸۶) بازیکن فوتبال اهل مجارستان است.
از باشگاه‌هایی که در آن بازی کرده‌است می‌توان به باشگاه ورزشی وردر برمن زنان، باشگاه فوتبال دبرتسنی، و باشگاه فوتبال لوکوموتیو لایپزیگ اشاره کرد.
وی همچنین در تیم ملی فوتبال زنان مجارستان بازی کرده‌است.